# Províncies de Cuba
Cuba se subdivideix en 15 províncies i el Municipi Especial Illa de la Juventud, que no s'inclou en cap d'aquestes. L'últim canvi va passar a l'agost de 2010, quan l'Assemblea Nacional de Cuba va aprovar la creació de dues noves províncies: Artemisa i Mayabeque, a partir de la segmentació o partició de la província de l'Havana, juntament amb el traspàs de 3 municipis orientals de la província de Pinar del Río. Aquesta nova divisió territorial va entrar en efecte l' 1 de gener de 2011.

## Províncies
1. Província de Pinar del Río
2. Província d'Artemisa
3. Província de Ciutat de l'Havana
4. Província de Mayabeque
5. Província de Matanzas
6. Província de Cienfuegos
7. Província de Villa Clara
8. Província de Sancti Spíritus
9. Província de Ciego de Ávila
10. Província de Camagüey
11. Província de Las Tunas
12. Província de Granma
13. Província d'Holguín
14. Província de Santiago de Cuba
15. Província de Guantánamo

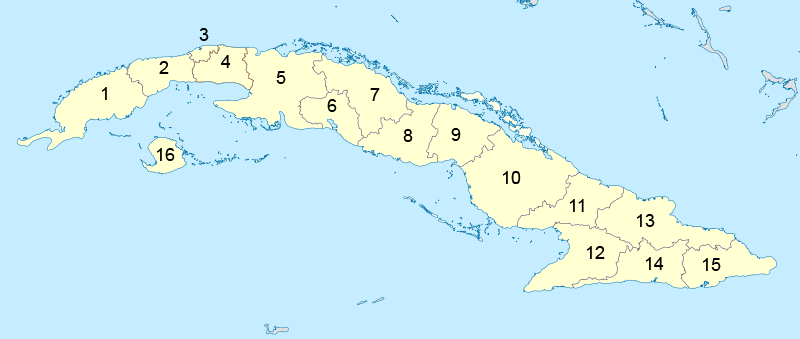
Províncies de Cuba

16. Municipi Especial Illa de la Juventud

Les ciutats capitals coincideixen amb el nom de les respectives províncies, llevat de Mayabeque (capital: San José de las Lajas), Villa Clara (capital: Santa Clara) i Granma (capital: Bayamo), a més del municipi especial Illa de la Joventud (capital: Nueva Gerona).

## Història
Abans l'illa de Cuba només tenia 3 províncies. El govern espanyol va dividir l'illa en sis províncies administratives a fi d'adaptar la divisió territorial de l'illa a l'existent a la Península i per facilitar l'elecció de diputats a les Corts espanyoles. Així, des de 1878 fins al 1976, va estar dividida en 6 províncies (de l'oest a l'est):
- Pinar del Río.
- L'Havana.
- Matanzas.
- Santa Clara. (Denominat posteriorment "Las Villas" abans de 1940).
- Puerto Príncipe. El 1899 el nom de la Província de Puerto Príncipe va ser canviat a Camagüey.
- Santiago de Cuba. El 1905 el nom de la Província de Santiago de Cuba va ser canviat a Oriente.

Durant aquest període les províncies van patir només canvis menors en els seus límits. En 1976 es va aprovar la nova divisió politicoadministrativa (DPA) en 14 províncies i un municipi especial: Illa de la Juventud, coneguda fins al 1978 com l'Illa de Pinos. L'antiga província d'Oriente es va dividir en 5: Las Tunas, Granma, Holguín, Santiago de Cuba i Guantánamo, la província de Camagüey es va dividir en dos: Camagüey i Ciego de Ávila. La província de Las Villas se dividió en Cienfuegos, Villa Clara y Sancti Spíritus, i finalment l'antiga província de l'Havana es va dividir en la Ciutat de l'Havana, l'Havana i el municipi especial d'Illa de la Joventud. En aquesta DPA, la capital de la província de l'Havana radicava a la Ciutat de l'Havana, és a dir fora del seu territori provincial.